# Héctor Braga
Héctor Braga Corral (La Felguera, Langreo, Asturias, 7 de octubre de 1980) es un cantante y musicólogo español.

## Trayectoria
Cursó estudios en el Conservatorio de Sama de Langreo dedicándose a la música popular de su tierra, que renovó con aportes musicales recogidos por la prensa de Asturias.
Se licenció como profesor de violonchelo en el Conservatorio Superior de Música Eduardo Martínez Torner de Oviedo en 2005 y al poco tiempo se dio a conocer como cantante llegando a ganar algunos concursos de ámbito regional.
En 2006 fijó su residencia en el parque nacional de los Picos de Europa, donde participó en muchas fiestas populares llegando a fundar y dirigir una banda de gaitas. Paralelamente hizo actuaciones por toda España y varios países extranjeros como Portugal o Francia.
Es etnomusicólogo titulado desde 2010 por el Conservatorio Superior de Música de Castilla y León, y en la Universidad de Oviedo desarrolló una tesis doctoral sobre la asturianada. El boletín oficial del estado incluyó varios textos suyos en la declaración oficial de la asturianada, canción asturiana o tonada asturiana como bien de interés cultural.
En 2012 y en coordinación con el Instituto Cervantes, hizo una serie de conciertos en Marruecos junto al cantante asturiano Ché de Cabaños, actuando en ciudades como Casablanca, Fez y Marrakech.
En 2015 y a raíz de su cuarto álbum La fonda de Lola, dio el salto al panorama nacional captando la atención de medios masivos como Radio Nacional de España, y consiguiendo críticas positivas de medios especializados del panorama nacional español como Diariofolk o Renacer eléctrico.

## Personalidad
A raíz de su trabajo sobre el patrimonio cultural y las músicas de dominio público, Héctor mantuvo continuas tensiones con la SGAE por la gestión, a su entender muy deficiente, que la entidad hacía de las músicas tradicionales. Tras una larga serie de enfrentamientos con eco en prensa finalmente abandonó esta sociedad en 2015.
En el concejo asturiano de Cabrales y dentro del parque nacional de los Picos de Europa, dirigió en 2016 una subasta pública en la que se vendió el mejor queso del año por la cifra récord de 11 000€.
En varias ocasiones contribuyó a causas benéficas, presentándose por sorpresa a cantar en residencias de ancianos, a beneficio de la cocina económica, centros de educación especial y ONGs internacionales como Medicus Mundi (MMI), junto a conocidas personalidades nacionales como el cantante Víctor Manuel, el saxofonista Andreas Prittwitz y el periodista Juan Ramón Lucas.

## Discografía

### LPs
- 2004 - Encoplando
- 2008 - trad.ye
- 2010 - Caminos del mundu
- 2015 - La fonda de Lola
- 2019 - Fundamentos. El arte de la asturianada

### EPs
- 2018 - La nota más alta
- 2019 - A mi manera

### Sencillos
- 2020 - Pamirandi
- 2021 - Hasta el final
- 2021 - Soy culpable

### Banda Sonora Original
- 2021 - Tierra de quesu

### Recopilatorios
- 2014 - Memoria Folk